# Kento Kawata
Kento Kawata (川田 拳登 Kawata Kento?), född 9 juli 1997 i Saitama prefektur, är en japansk fotbollsspelare.
Kawata började sin karriär 2016 i Omiya Ardija. Efter Omiya Ardija spelade han för Thespakusatsu Gunma och Tochigi SC.